# ماكسيم كالينيتشنكو

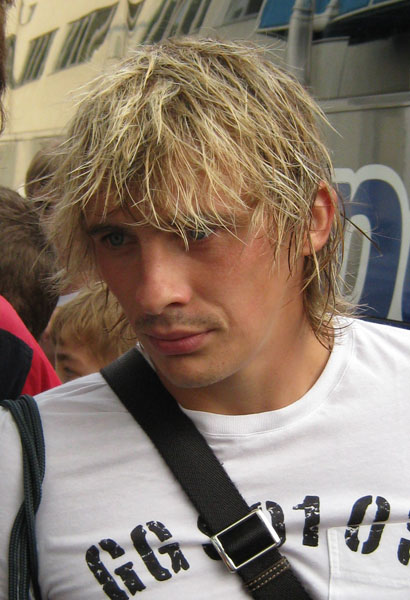
ماكسيم كالينيتشنكو

ماكسيم كالينيتشنكو (بالأوكرانية: Калиниченко Максим Сергійович)‏، من مواليد 26 يناير 1979 في خاركييف في أوكرانيا، لاعب كرة قدم أوكراني.
بدأ مسيرته الكروية مع نادي دنيبرو دنيبروبتروفسك في عام 1996، ولعب معهم حتى عام 2000، وشارك معهم في 45 مباراة وسجل 7 أهداف، ومنذ عام 2000 وهو يلعب مع نادي سبارتاك موسكو الروسي.
و قد بدأ باللعب مع منتخب أوكرانيا لكرة القدم في عام 2002.

## روابط خارجية
- ماكسيم كالينيتشنكو على موقع الاتحاد الدولي (مؤرشف)  (الإنجليزية)
- ماكسيم كالينيتشنكو على موقع الاتحاد الأوربي (الإنجليزية)
- ماكسيم كالينيتشنكو على موقع اتحاد أوكرانيا (الإنجليزية)
- ماكسيم كالينيتشنكو على موقع قاعدة بيانات كرة القدم.إي يو (الإنجليزية)
- ماكسيم كالينيتشنكو على موقع ناشيونال فوتبول تيمز (الإنجليزية)
- ماكسيم كالينيتشنكو على موقع Soccerway.com (الإنجليزية)
- ماكسيم كالينيتشنكو على موقع عالم كرة القدم.نت (الإنجليزية)